# Mu (niets)

Het karakter mu in cursief schrift

De Japanse en Koreaanse term mu of Chinees wu, letterlijk "niet hebben; zonder", is een belangrijk woord in het boeddhisme, vooral in de zentradities.

## Etymologie
Het Oudchinese *ma (無) is verwant aan het Proto-Tibeto-Burmaanse *ma, wat "niet" betekent. Deze gereconstrueerde stam is veelvoorkomend in de Tibeto-Birmaanse talen; ma betekent bijvoorbeeld "niet" in zowel Geschreven Tibetaans als Geschreven Birmaans.

## Uitspraak
De standaard Chinese uitspraak van wú (無, "niet; niets") is afgeleid van het ongeveer 7e-eeuwse Midden-Chinese mju, het  3e-eeuwse Laat Han-Chinese muɑ, en het gereconstrueerde Oudchinese *ma (ongeveer 6e eeuw v.Chr.).

## Betekenissen
Enkele Nederlandse vertalingsequivalenten van wú of mu zijn:
- "nee", "niet", "niets" of "zonder"[3]
- "niets", "niet", "niets", "on-", "is niet", "heeft niet", "geen"[4]
  1. Puur bewustzijn, voorafgaand aan ervaring of kennis. Deze betekenis wordt vooral gebruikt door de Chan-school van het boeddhisme.
  2. Een negatief.
  3. Niet bestaand gemaakt.
  4. Onmogelijk; zonder reden of oorzaak.
  5. Niet bestaand; niet-zijn; niet hebben; een gebrek aan, zonder.
  6. Het 'oorspronkelijke niet-zijn' waaruit het zijn voortkomt in de Tao Te Ching.

In modern Chinees, Japans en Koreaans wordt het vaak gebruikt in combinatiewoorden als een negatief voorvoegsel om de afwezigheid van iets aan te geven (nee ..., zonder ..., on-prefix). In Klassiek Chinees is het een werkwoord dat "niet hebben" betekent.
Hetzelfde karakter wordt ook gebruikt in Klassiek Chinees als een verbiedend partikel.

## Non-dualistische betekenis
In de roman Zen en de Kunst van het Motoronderhoud uit 1974 van Robert M. Pirsig wordt mu vertaald als "niets". Hij zegt dat het "de vraag niet stellen" betekent. Hij geeft het voorbeeld van een computercircuit dat het binaire cijfersysteem gebruikt, in feite gebruikt hij mu om hoge impedantie weer te geven:
For example, it's stated over and over again that computer circuits exhibit only two states, a voltage for "one" and a voltage for "zero." That's silly! Any computer-electronics technician knows otherwise. Try to find a voltage representing one or zero when the power is off! The circuits are in a mu state.
Het woord heeft een prominente plek met een vergelijkbare betekenis in het boek van Douglas Hofstadter uit 1979, Gödel, Escher, Bach. Het wordt fantasievol gebruikt in discussies over symbolische logica, met name de onvolledigheidsstellingen van Gödel, om een vraag aan te geven waarvan het "antwoord" is om ofwel de vraag ongedaan te maken, aan te geven dat de vraag fundamenteel gebrekkig is, of om de premisse te verwerpen dat een dualistisch antwoord kan worden gegeven.
"Mu" kan op dezelfde manier worden gebruikt als "n.v.t." of "niet van toepassing", een term die vaak wordt gebruikt om aan te geven dat de vraag niet kan worden beantwoord omdat de voorwaarden van de vraag niet overeenkomen met de werkelijkheid. Een lekenvoorbeeld van dit concept wordt vaak ingeroepen door de beladen vraag "Ben je gestopt met het slaan van je vrouw?", waarop "mu" het enige respectabele antwoord zou zijn.
De programmeertaal Raku gebruikt "Mu" voor de root van zijn typehiërarchie.